# Spodoptera caudata
Spodoptera caudata är en fjärilsart som beskrevs av Walker 1869. Spodoptera caudata ingår i släktet Spodoptera och familjen nattflyn. Inga underarter finns listade i Catalogue of Life.